# Tifoseria dell'U.S. Sambenedettese
In questa voce sono riportate informazioni relative alla storia ed evoluzione della tifoseria dell'U.S. Sambenedettese, società calcistica italiana con sede a San Benedetto del Tronto.

## Contesto
La Sambenedettese vanta un tifo molto passionale e sfegatato. I tifosi sono caratterizzati da un particolare attaccamento viscerale alla maglia e al territorio.Per le partite casalinghe la tifoseria organizzata si riunisce nella curva nord dello stadio Riviera delle Palme, dal 2005 intitolata a Massimo Bruni, conosciuto come "Cioffi" (Curva Nord Massimo Cioffi).

## Composizione demografica
La Sambenedettese in passato era il simbolo della marineria locale, infatti la marineria e tutto l'indotto della pesca, erano non solo tifosi ma anche i primi contribuenti per la sorte della squadra di calcio locale. Nel corso degli anni la Sambenedettese iniziò a calcare categorie di professionismo dalla serie C fino alla serie B. A metà degli anni 50, quando la Sambenedettese disputava la sua prima serie B, assieme al Venezia e al Bari erano le uniche squadre di calcio di città che si affacciano sul litorale Adriatico, la Sambenedettese l'unica dell'Italia centrale, considerando che San Benedetto del Tronto era una piccola cittadina, all'epoca contava poco più di 25 000 abitanti, richiamava tifosi e appassionati da tutta la regione Marche, Abruzzo e dall'Umbria, che gremivano all'inverosimile il piccolo Stadio Fratelli Ballarin, rendendolo un "catino bollente", da quel periodo il fratelli Ballarin venne ribattezzato la fossa dei leoni.
La maggioranza dei tifosi della Sambenedettese proviene da San Benedetto del Tronto e dai comuni limitrofi. Lungo la costa Adriatica marchigiana notevole è il seguito dei rossoblu. È sostanzioso il seguito dai comuni della Valle del Tronto. Molti tifosi provengono dall'Abruzzo, di cui un grande numero dalla confinante Martinsicuro, Alba Adriatica e Tortoreto. Da considerare i molti tifosi e appassionati che seguono la Sambenedettese da molte zone dell'Italia centro-settentrionale dove risiedono cittadini e studenti sambenedettesi, da segnalare gruppi di tifosi provenienti da Bologna, Firenze e Milano.

## Orientamento politico
Dal punto di vista politico, sin dagli albori dalla fondazione della tifoseria organizzata, ci sono stati e ci sono gruppi con un'ideologia politica di sinistra (i Fedayn utilizzavano la celebre effigie di Che Guevara) e gruppi schierati su posizioni di destra (Adlers Korps, Red Blue Eagles e Vecchio Fronte 88). Ad oggi, la Curva Nord Massimo Cioffi non ha alcun riferimento ad ideologie politiche.

## Spettatori
La maggiore affluenza media stagionale di campionato è quella del campionato 1985-86 con 7760 spettatori per gara.
Nel campionato di Serie D 2024-2025, i tifosi della sambenedettese fanno segnare il dato più elevato nella storia del club di abbonamenti stagionali, acquistando 3 823 tessere.
Il primato di spettatori al Riviera delle Palme è stato registrato il 15 novembre 1987, nell'incontro di calcio Sambenedettese-Bologna 10ª giornata di campionato serie B: si contarono infatti 16 698 spettatori.

## Tifoseria organizzata

### Storia

#### Gli inizi
La storia del tifo sambenedettese ha radici profonde. I primi bagliori di tifo organizzato videro la luce nella prima metà degli anni '70; in quel periodo alcuni ragazzi amavano ritrovarsi al centro del settore distinti del vecchio Stadio Fratelli Ballarin sventolando bandiere e facendo partire cori spontanei di incitamento. In quei anni, i ragazzi del tifo organizzato si identificavano dietro lo striscione Ultras. Nel vecchio stadio fratelli Ballarin erano presenti i gruppi Adlers Korps e Red Blue Eagles.

#### L'era dell'Onda D’Urto (1977-2006)
Verso la metà del decennio l'organizzazione dei pionieri del tifo rossoblù divenne sempre più costante, fino a quando il gruppo di ragazzi, spostatisi nel frattempo nella nuova gradinata, decisero di dare vita ad un marchio che sarebbe stato popolare tra i gruppi ultras italiani: era il 1977 e nasceva l'Onda D’Urto (spesso abbreviato in "OD'U" oppure "OD'U 77"). Un nome totalmente apolitico, a differenza dei nomi scelti dalla maggior parte dei gruppi ultras nati in quegli anni, che faceva esplicito riferimento alla forza del mare. Nella sua unicità avrebbe identificato negli anni a seguire in maniera esclusiva nel panorama delle "Curve" della penisola i ragazzi della sud di San Benedetto del Tronto. Nel corso dei decenni, lo striscione del gruppo ha avuto una sensibile evoluzione. Negli anni settanta si presentava con scritta a caratteri cubitali, con al centro due saette incrociate e ai bordi due stelle. Nel 1985, con il trasferimento presso il nuovo stadio Riviera delle Palme, il tifo organizzato si colloca nel settore Curva Nord. Lo striscione venne stravolto, con una nuova veste grafica e nuovi stilemi, si presentava con dimensioni decisamente più ampie, con la scritta in stile "vetro infranto" di colore bianco su sfondo Rosso-blù, ai lati due pugni chiusi, successivamente sostituiti da due teschi, al centro fece la comparsa il teschio con le ali (teschio alato), come raccontato nel film documentario "Il Ballarin, la Fossa dei Leoni", l'idea venne quando in una copertina di Corrier Boy serie Music, edizione numero 28 del 13 luglio 1981, che ritraeva la cantautrice e attrice Loredana Bertè, in una sessione di scatti fotografici con abiti stile corsara (è anche l'immagine di copertina del celebre brano Ninna nanna presente nell'album Made in Italy), all'altezza della vita indossava una cintura con una fibbia raffigurante un teschio con le ali, lo stemma piacque ai massimi esponenti del gruppo, da quel momento la decisione che il teschio con le ali (teschio alato) diventasse il simbolo dell'Onda D'Urto. Negli anni a seguire il teschio alato ha avuto varie evoluzioni grafiche, ma sempre fedele il riferimento alle origini. A seguire è stata riproposta una versione da trasferta di dimensioni più contenute, somigliante alla prima versione degli anni settanta dello striscione, ovvero con al centro le due saette incrociate. Nel corso degli anni sono nate diverse sezioni, in riferimento al gruppo, provenienti da paesi limitrofi della zona di San Benedetto del Tronto, fra le quali Grottammare, Centobuchi, Monsampolo e Spinetoli.
Si è sciolto nel 2006, è stato il gruppo principale della tifoseria organizzata della Sambenedettese per quasi trent'anni, di conseguenza in seguito non è stato più esposto lo striscione. Nel 2000 parte degli esponenti dell'Onda D'Urto uscì dal gruppo per costituire la Vecchia Onda, con chiaro riferimento al vecchio gruppo. Ad'oggi è posizionato 
nel settore Tribuna Est, lo striscione ha una veste grafica che ricorda il vecchio gruppo dell'Onda D'Urto, ossia scritta in stile "vetro infranto" e al centro due saette incrociate, inoltre è stato realizzato del materiale con l'effige del teschio alato.

#### L'evoluzione della tifoseria
I principali gruppi in attività della tifoseria rossoblù presenti oggi nella Curva Nord Massimo Cioffi sono Futili Motivi/Guastafeste, Bandaraia, H769, Mai Sola, Sopra le Righe (S.l.r).
Altri gruppi, già presenti in curva nord e oggi disciolti, sono l'Onda d'Urto, i Baldi Giovani (poi 12 Febbraio1989 Pda), la Fossa Marinara, l'Inferno Rossoblu e sezioni provenienti da Tortoreto e Castignano, Gente Furiosa, i Fedayn, il Nucleo 1985, Irriducibili 1990, Campari e Bastonate, Stoned Again; nei distinti sono stati invece esposti nel tempo gli striscioni di gruppi organizzati del Vecchio Fronte 88, La Rocca, Collettivo rossoblù proveniente da Acquaviva Picena, i Sambarcati proveniente da Martinsicuro, Cocce n’giambate e La mànnela provenienti da Colli del Tronto, Delirio Rossoblu e Samb Club Offida provenienti da Offida, Castel Di Lama Rossoblu, Samb Cannibal e Brigata Lamense provenienti da Castel di Lama, e Distinti e incazzati. Gruppi attivi nel settore distinti Vecchia Onda, Cupra Libre proveniente da Cupra Marittima, Borgo Marinaro proveniente da Porto Sant'Elpidio, Allegra Brigata proveniente da Pedaso, Vallata Rossoblù proveniente da paesi della Provincia della Valle del Tronto e il gruppo Le Grotte, proveniente da Grottammare. La formazione locale viene presentata al pubblico di casa sulle note delle canzoni The Final Countdown degli Europe e Go West dei Pet Shop Boys.
Le trasferte in cui i Rossoblù hanno avuto un grosso numero di supporters sono state Brescello-Sambenedettese, giocata allo stadio Tardini di Parma il 9 giugno 2002 (gara di ritorno dei play-off della Serie C2 2001-2002), con circa 7000 sostenitori dei marchigiani; Sambendettese-Monza del 3 marzo 1985, gara disputata in campo neutro presso il Carotti di Jesi, con lo stadio completamente gremito da 5000 tifosi Rossoblù; Modena-Sambenedettese del 7 giugno 1987 al Braglia di Modena (36ª giornata di campionato di serie B, della stagione 1986-1987, vinta dai marchigiani 4-0) con circa 4000 Sambenedettesi e infine, con circa 3000 tifosi della Samb al seguito, Pescara-Samb gara di ritorno dei play-off 2002-2003 e Napoli-Samb al San Paolo di Napoli.

## Incidenti
La tifoseria della Sambenedettese, nel corso dei decenni, si è trovata di fronte a eventi tragici.

### Strage di tifosi del 1962
Era l'8 aprile 1962, quando al termine dell'incontro di calcio Modena-Sambenedettese, valevole per la 30ª giornata di ritorno del campionato di Serie B, sei tifosi sambenedettesi, di età compresa fra i 10 e 44 anni, persero la vita in un incidente stradale sulla strada del ritorno dalla trasferta di Modena. L'8 aprile 2022, l'amministrazione comunale di San Benedetto del Tronto ha disposto l'affissione di una targa commemorativa in loro ricordo, che è stata posizionata all’ingresso della tribuna centrale “Marino Bergamasco” dello stadio “Riviera delle Palme”.
- Le vittime della strage;[18] tra parentesi l'età.
  - Giovanni Pardi (10)
  - Leo Pardi (44)
  - Basilio Rosati (28)
  - Angelo Viviani (31)
  - Giuseppe Viviani (27)
  - Sante Viviani (25)

### Rogo del 1981
Il 7 giugno 1981, poco prima del calcio d'inizio dell'incontro Sambenedettese-Matera, si sviluppò un incendio nella gradinata sud, tragiche furono le conseguenze: due ragazze sambenedettesi Maria Teresa Napoleoni e Carla Bisirri riamsero vittime per gravi conseguenze riportate nel rogo, e ci furono 168 feriti. A tutt'oggi la più grave e la più grande tragedia accaduta all'interno di uno stadio italiano.Negli ultimi decenni ogni anno nell'anniversario della tragedia si svolgono diverse manifestazioni per commemorare le vittime e i feriti.
- Le vittime del rogo;[21] tra parentesi l'età.
  - Carla Bisirri (21)
  - Maria Teresa Napoleoni (23)

### Morte di Massimo Bruni
Il 22 novembre 2004 moriva Massimo Bruni detto "Cioffi", all'età di 48 anni dopo una lunga agonia durata 568 giorni, a seguito delle gravi conseguenze riportate nella caduta, del secondo anello dal ringhiera della Curva Nord dello stadio “Riviera delle Palme” di San Benedetto del Tronto, durante la gara Sambenedettese-L’Aquila del 4 maggio 2003. Ai funerali, nella Cattedrale di Santa Maria della Marina presenti tifosi del Rimini, della Civitanovese, dell'Avellino e i tifosi, rivali storici, dell'Ascoli, prima della sepoltura al cimitero di Grottammare. In seguito la Curva fu intitolata proprio alla memoria di "Cioffi".

#### Cronologia
1974 - Nascita dei Ultras Samb
1977 - Nascita dell'Onda d'Urto
1978 - Nascita dei Fedayn
1982 - Nascita dei Red Blue Eagles/Adlers Korps
1985 - Nascita di Nucleo
1987 - Nascita di Nuova Guardia
1988 - Nascita di Vecchio Fronte 88
1989 - Nascita di Baldi Giovani
1990 - Nascita di Cupra Libre
1990 - Nascita di Fossa Marinara
1990 - Nascita di Gente Fuiosa
1990 - Nascita di Inferno Rossoblu
1990 - Nascita di Irriducibili 1990
2000 - Nascita di Vecchia Onda
2004 - Scioglimento dei Baldi Giovani (oggi sono 12 febbraio 1989 PdA)
2006 - Scioglimento dell'Onda D'Urto e dei Fedayn
2008 - Nascita dei Futili Motivi
2016 - Nascita di Allegra Brigata
2016 - Nascita di Bandaraia

## Gemellaggi e rivalità

### Gemellaggi
La tifoseria marchigiana sostiene due gemellaggi con le tifoserie di Civitanovese, nato a inizio anni ottanta e con la tifoseria del Rimini nato a fine anni settanta. In campo internazionale si segnalano ottimi rapporti con i sostenitori tedeschi del Bayern Monaco e del Friburgo. In passato la tifoseria rossoblù è stata gemellata con quella del Verona, presenza delle Brigate Gialloblù, con striscione in transenna in curva nord, nell'incontro di calcio fra Sambenedettese e Milan del 13 agosto 1985, per l'inaugurazione dello Stadio Riviera delle Palme. Successivamente, in varie occasioni quando il Verona ha affrontato l'Ascoli, presso il Del Duca, una rappresentanza della tifoseria rossoblù era presente, con striscioni e stendardi del Fronte Rosso Blu divenuto poi Vecchio Fronte 88. Nel 2020 i responsabili negli anni '80 dei gruppi ultras della curva sambenedettese e veronese si sono riuniti presso la gradinata sud dello stadio Fratelli Ballarin, per ricordare le vittime del
Rogo del Ballarin.
- Civitanovese (dagli anni ottanta)
- Rimini (dal 1978)
- Bayern Monaco (dal 2005)

### Amicizie
La tifoseria Sambenedettese gode di molte amicizie a livello nazionale ed Internazionale. Un importante rapporto di amicizia si ha con i gruppi Romanismo, Alberone, Magliana, PGU, Ultras Primavalle, Fedayn e Boys della Roma. Da segnalare la presenza di una rappresentanza del gruppo Onda D'Urto, con striscione da trasferta in transenna nella curva sud dell'Olimpico, in occasione della finale di ritorno di Coppa Italia 1992-1993 fra la Roma e il Torino, e in altre occasioni vi è stata una rappresentanza della tifoseria sambenedettese nella curva sud giallorossa, fra le quali nei quarti di finale di Coppa UEFA 1998-1999 fra la Roma e Atlético Madrid.
All'estero ci sono buoni rapporti di amicizia con il Friburgo e con quelli francesi del Montpellier.
- Roma
- Friburgo
- Montpellier

### Rispetto reciproco
Rapporti di rispetto reciproco degni di nota sono quelli con le tifoserie di Avellino, Taranto, Chieti, e Crotone (tra i gruppi Gioventù Pitagorica e Onda d'urto).
- Avellino
- Taranto
- Crotone
- Chieti

## Rivalità più accese

### I derby più sentiti
La Sambendettese, nel corso della sua storia, si è confrontata più volte con le squadre della sua stessa regione, ma i derby più "sentiti" da parte della tifoseria rossoblù sono quelli con Ascoli, Ancona e fuori regione quello con la vicina Pescara.

#### Sambenedettese vs Ascoli
(Carlo Mazzone prima di un derby di Roma)
Denominato Derby del Tronto o del Piceno è la maggiore rivalità della tifoseria Sambenedettese con i cugini ascolani, definiti "i rivali di sempre", la forte rivalità per motivi campanilistici che esiste da decenni tra le città di San Benedetto del Tronto e Ascoli Piceno, mare contro entroterra si scontrano in questo acceso incontro calcistico, la cui sfida fra le due compagini è denominata il Derby del Tronto o del Piceno. Durante gli eventi sismici del Centro Italia del 2016 e 2017, vi fu una forte dimostrazione di fair play e solidarietà da parte di entrambe le tifoserie, sambenedettese e ascolana, dando una mano nelle operazioni di rimozione delle macerie, soccorso e organizzando dei punti di raccolta di beni di prima necessità per le zone più colpite del Piceno.
| Squadra        | G  | V  | P  | S  | GF |
| -------------- | -- | -- | -- | -- | -- |
| Sambenedettese | 36 | 14 | 13 | 9  | 41 |
| Ascoli         | 36 | 9  | 13 | 14 | 26 |

#### Sambenedettese vs Ancona
Altre importanti ostilità si hanno verso altre tifoserie marchigiane, quella dell'Ancona, ripetuti scontri vi furono nel corso degli anni, da ricordare gli scontri del 5 febbraio 1989 ad Ancona.
| Squadra        | G  | V  | P  | S  | GF |
| -------------- | -- | -- | -- | -- | -- |
| Sambenedettese | 36 | 14 | 11 | 11 | 40 |
| Ancona         | 36 | 11 | 11 | 14 | 33 |

#### Sambenedettese vs Pescara
Rivalità molto accesa con gli abruzzesi del Pescara con la quale ci si scontra nel Derby dell'Adriatico.Ai spareggi play-off 2002-2003 si presentarono circa 3000 supporters marchigiani, che raggiunsero la città abruzzese con circa 50 autobus e mezzi privati.

#### Altre rivalità regionali
Di minore entità, in ambito regionale, le rivalità con la tifoseria canarina della Fermana, Vis Pesaro e Maceratese.

### Rivalità fuori regione
Al di fuori delle Marche, oltre alla citata rivalità con la tifoseria del Pescara, la Sambenedettese annovera tra le proprie acerrime rivali le tifoserie di:
- Arezzo: con la tifoseria aretina, ci furono scontri il 3 novembre 1985 in Arezzo-Samb in serie B, quando 60 tifosi della Samb furono denunciati, altri arrestati. In quella partita fu esposto uno striscione da parte degli Ultras Sambenedettesi che citava Viltà Amaranto Siamo Tornati, per vecchie ruggini.[24][26]
- Bari: soprattutto la rivalità era dovuta a tafferugli quando la Sambenedettese disputava la gare interne presso il Ballarin[24][26]
- Brescia: per scontri negli anni ottanta in serie B, soprattutto in un Brescia-Sambenedettese del 1987.[24][26]
- Cavese: la rivalità con i tifosi della Cavese è molto sentita, da entrambe le tifoserie,[24][26]in una partita di anni fa (10 aprile 1982), nel dopo gara ci furono ore di vera e propria guerriglia urbana, un manipolo di ultras della Cavese, che avevano iniziato a distruggere macchine e quanto incontravano per la propria strada, nel fuggire dalla reazione dei tifosi locali, furono rinchiusi in un cinema dai sambenedettesi. Successivamente si liberarono con l'arrivo delle forze dell'ordine.[57]
- Cesena: scontri sono avvenuti negli anni ottanta.[24][26]
- Latina: importante rivalità nata negli anni duemila, è quella con i tifosi del Latina, con i quali vi furono gravi disordini nel 2001 sia dentro che fuori dallo stadio Francioni.[58]
- Lazio: rivalità degna di nota è verso l'altra tifoseria romana, della Lazio, inasprita dall'amicizia fra la tifoseria laziale e quella ascolana. Scontri si sono verificati negli anni ottanta, in Samb-Lazio del 1985, vi furono scontri prima sul lungomare poi nei pressi dello stadio prima e dopo l'incontro di calcio, ci fu un intervento massiccio delle forze dell'ordine a sedare gli animi.[24][26]
- L’Aquila: non vi è mai stata una vera e propria rivalità fra le due tifoserie, ma nel dicembre 2002, vi furono pesanti scontri, soprattutto fra la tifoseria della Sambenedettese e le Forze dell'Ordine.[59]
- Perugia: con la tifoseria del Perugia, vi è una rivalità accentuata negli ultimi decenni, per via di vari scontri fra le tifoserie in varie occasioni, soprattutto nel 2002, quando i pullman che accompagnavano i supporter Sambenedettesi a Mantova e i Perugini a Brescia si sono incrociati nell'area di sosta dell'autostrada A14, in un autogrill vicino Cesena.[60]
- Siena: per gli scontri avvenuti a Siena, prima della finale di andata di Coppa Italia Serie C 1991-1992.[24][26]
- Ternana: con la tifoseria della Ternana Calcio rivalità dopo gli scontri in Ternana-Samb del marzo 1992, quando vi furono ripetuti scontri all'esterno e all'interno del Liberati.[24][26]
- Teramo: rivalità accentuata negli anni novanta con la salita di categoria del Teramo Calcio.[24][26]
- Vicenza: non idilliaci sono i rapporti con la tifoseria del L.R. Vicenza, gravi tafferugli e zuffe vi furono con i sostenitori vicentini nei pressi del Menti, in un Vicenza-Sambendettese disputata il 5 novembre 2017.[61][62]
- Giulianova: rivalità risalente alle stagioni di contemporanea militanza in Serie C[63][64]

## Filmografia
- Il Ballarin. La Fossa dei Leoni (di Mauro Piergallini e Mirko Tulli, 2018)[65][66][67]